# 文森特 (肯塔基州)
文森特（英語：Vincent）是位於美國肯塔基州奧斯利縣的一個非建制地區。

## 地理
文森特所處的海拔為高於海平面140米（即459英呎），而該地所採用的時區為UTC-5，即北美東部時區（EST）。同時該地設有夏令時間，為UTC-5調快一小時，即UTC-4（EDT）。